# Muhammad I av Granada
Muhammad I av Granada, död 1273, var sultan av Granada 1238-1273.